# L'inafferrabile (film 1922)
L'inafferrabile è un film del 1922 diretto da Mario Almirante.